# Ананьевка (Могилёвская область)
Ананьевка — деревня в составе Запольского сельсовета Белыничского района Могилёвской области Республики Беларусь.

## Географическое положение
Ближайшие населённые пункты: Прожектор, Сковородка, Дутьки.